# Cá trôi vảy nhỏ
Cá trôi vảy nhỏ hay Cá duồng bay (danh pháp hai phần: Cirrhinus microlepis) là một loài cá thuộc chi Cá trôi trong họ Cá chép. Loài cá này sinh sống ở trong lưu vực các sông Chao Phraya và Mekong tại Campuchia, Lào, Thái Lan và Việt Nam.